# 世界卓球選手権
世界卓球選手権（せかいたっきゅうせんしゅけん、英: World Table Tennis Championships）は、ITTF（国際卓球連盟）主催で1926年に始まった。卓球の世界最高峰に位置付けられる大会である。通称、世界卓球、世界選手権。

## 概要
国際卓球連盟の主催する最も権威ある卓球の国際大会であって、第1回大会は1926年にロンドンにおいて開催された。途中第二次世界大戦による1940年から1946年にかけての中断があった。1957年の第24回ストックホルム大会以前は原則毎年開催されていたが、それ以降は、2年おきに実施されていた。
第45回大会は当初ユーゴスラビアのベオグラードで開催が予定されていたが、内戦が激化したため、急遽個人戦（1999年）と団体戦（2000年）を分けて開催することとなった。2001年の第46回大会は個人戦、団体戦が同時開催されたが、2003年の第47回大会以降は再び個人戦と団体戦が隔年で開催され現在に至っている（西暦奇数年が個人戦、同偶数年が団体（国別対抗）戦）。
最初世界選手権大会においては、ハンガリー勢の実力が圧倒的であったが、1936年第10回プラハ大会頃以降、ハンガリー勢の退潮とともにチェコ、オーストリア、アメリカ選手勢がそれぞれ徐々に台頭を見せた。1952年に行われ、はじめてアジアで開催された第19回ボンベイ大会で、初めて日本勢が男女ダブルス、女子団体、男子シングルスの4種目で優勝して以降、世界の卓球界の勢力は圧倒的にアジア優勢へと傾いた。
その後、60年代に中国が台頭したが、文化大革命の影響で1967年、1969年の大会は欠場。日本のピンポン外交努力と周恩来の決断により1971年、3大会ぶりに復帰するまでの日本の一時的復権を挟んで1970年代以降は、中国の卓球全盛時代となった。特に女子においては、中国の覇権は一貫して絶対的なものに近い。
男子卓球においては、1980年代末以降のスウェーデンの台頭が引き金となったヨーロッパ勢の黄金時代があり、中国男子は一時期、団体で表彰台にも上がれぬほど低迷した。しかし90年代半ばには再び王座に返り咲き、その後しばらくは中国とスウェーデンを筆頭にしたヨーロッパとの拮抗は続いたものの、2000年代中盤以降は男子においても中国の完全な一強状態であり、中国が全種目優勝を独占することが多い。中国以外では、ドイツ、日本、韓国、香港などが現在の実力国（地域）として挙げられる。

## 大会一覧
| 回数 | 回数 | 開催日程                | 開催国           | 開催都市                 |
| ---- | ---- | ----------------------- | ---------------- | ------------------------ |
| 1    | 1    | 1926年12月6日 - 13日    | イングランド     | ロンドン                 |
| 2    | 2    | 1928年1月24日 - 29日    | スウェーデン     | ストックホルム           |
| 3    | 3    | 1929年1月14日 - 21日    | ハンガリー王国   | ブダペスト               |
| 4    | 4    | 1930年1月21日 - 26日    | ドイツ国         | ベルリン                 |
| 5    | 5    | 1931年2月10日 - 15日    | ハンガリー王国   | ブダペスト               |
| 6    | 6    | 1932年1月25日 - 30日    | チェコスロバキア | プラハ                   |
| 7    | 7    | 1933年1月31日 - 2月5日  | オーストリア     | バーデン・バイ・ウィーン |
| 8    | 8    | 1933年12月2日 - 10日    | フランス共和国   | パリ                     |
| 9    | 9    | 1935年2月8日 - 16日     | イングランド     | ロンドン（ウェンブリー） |
| 10   | 10   | 1936年3月12日 - 18日    | チェコスロバキア | プラハ                   |
| 11   | 11   | 1937年2月1日 - 7日      | オーストリア     | バーデン・バイ・ウィーン |
| 12   | 12   | 1938年1月24日 - 29日    | イングランド     | ロンドン（ウェンブリー） |
| 13   | 13   | 1939年3月6日 - 11日     | エジプト         | カイロ                   |
| 14   | 14   | 1947年2月25日 - 3月7日  | フランス         | パリ                     |
| 15   | 15   | 1948年2月4日 - 11日     | イングランド     | ロンドン（ウェンブリー） |
| 16   | 16   | 1949年2月4日 - 10日     | スウェーデン     | ストックホルム           |
| 17   | 17   | 1950年1月29日 - 2月5日  | ハンガリー       | ブダペスト               |
| 18   | 18   | 1951年3月2日 - 11日     | オーストリア     | ウィーン                 |
| 19   | 19   | 1952年2月1日 - 10日     | インド           | ボンベイ                 |
| 20   | 20   | 1953年3月20日 - 29日    | ルーマニア       | ブカレスト               |
| 21   | 21   | 1954年4月5日 - 14日     | イングランド     | ロンドン（ウェンブリー） |
| 22   | 22   | 1955年4月16日 - 24日    | オランダ         | ユトレヒト               |
| 23   | 23   | 1956年4月2日 - 11日     | 日本             | 東京                     |
| 24   | 24   | 1957年3月7日 - 15日     | スウェーデン     | ストックホルム           |
| 25   | 25   | 1959年3月27日 - 4月5日  | 西ドイツ         | ドルトムント             |
| 26   | 26   | 1961年4月5日 - 14日     | 中国             | 北京                     |
| 27   | 27   | 1963年4月5日 - 14日     | チェコスロバキア | プラハ                   |
| 28   | 28   | 1965年4月15日 - 25日    | ユーゴスラビア   | リュブリャナ             |
| 29   | 29   | 1967年4月11日 - 21日    | スウェーデン     | ストックホルム           |
| 30   | 30   | 1969年4月17日 - 27日    | 西ドイツ         | ミュンヘン               |
| 31   | 31   | 1971年3月28日 - 4月7日  | 日本             | 名古屋                   |
| 32   | 32   | 1973年4月5日 - 15日     | ユーゴスラビア   | サラエヴォ               |
| 33   | 33   | 1975年2月6日 - 16日     | インド           | カルカッタ               |
| 34   | 34   | 1977年3月26日 - 4月5日  | イングランド     | バーミンガム             |
| 35   | 35   | 1979年4月25日 - 5月6日  | 北朝鮮           | 平壌                     |
| 36   | 36   | 1981年4月14日 - 26日    | ユーゴスラビア   | ノヴィ・サド             |
| 37   | 37   | 1983年4月28日 - 5月9日  | 日本             | 東京                     |
| 38   | 38   | 1985年3月28日 - 4月7日  | スウェーデン     | イェーテボリ             |
| 39   | 39   | 1987年2月18日 - 3月1日  | インド           | ニューデリー             |
| 40   | 40   | 1989年3月29日 - 4月9日  | 西ドイツ         | ドルトムント             |
| 41   | 41   | 1991年4月24日 - 5月6日  | 日本             | 千葉                     |
| 42   | 42   | 1993年5月11日 - 23日    | スウェーデン     | イェーテボリ             |
| 43   | 43   | 1995年5月1日 - 14日     | 中国             | 天津                     |
| 44   | 44   | 1997年4月24日 - 5月5日  | イングランド     | マンチェスター           |
| 45   | 個   | 1999年8月2日 - 9日      | オランダ         | アイントホーフェン       |
| 45   | 団   | 2000年2月19日 - 26日    | マレーシア       | クアラルンプール         |
| 46   | 46   | 2001年4月23日 - 5月6日  | 日本             | 大阪                     |
| 47   | 個   | 2003年5月19日 - 25日    | フランス         | パリ                     |
| 47   | 団   | 2004年3月1日 - 7日      | カタール         | ドーハ                   |
| 48   | 個   | 2005年4月30日 - 5月6日  | 中国             | 上海                     |
| 48   | 団   | 2006年4月24日 - 5月1日  | ドイツ           | ブレーメン               |
| 49   | 個   | 2007年5月21日 - 27日    | クロアチア       | ザグレブ                 |
| 49   | 団   | 2008年2月24日 - 3月2日  | 中国             | 広州                     |
| 50   | 個   | 2009年4月28日 - 5月5日  | 日本             | 横浜                     |
| 50   | 団   | 2010年5月23日 - 30日    | ロシア           | モスクワ                 |
| 51   | 個   | 2011年5月8日 - 15日     | オランダ         | ロッテルダム             |
| 51   | 団   | 2012年3月25日 - 4月1日  | ドイツ           | ドルトムント             |
| 52   | 個   | 2013年5月13日 - 20日    | フランス         | パリ                     |
| 52   | 団   | 2014年4月28日 - 5月5日  | 日本             | 東京                     |
| 53   | 個   | 2015年4月26日 - 5月3日  | 中国             | 蘇州                     |
| 53   | 団   | 2016年2月28日 - 3月6日  | マレーシア       | クアラルンプール         |
| 54   | 個   | 2017年5月29日 - 6月5日  | ドイツ           | デュッセルドルフ         |
| 54   | 団   | 2018年4月29日 - 5月6日  | スウェーデン     | ハルムスタッド           |
| 55   | 個   | 2019年4月21日 - 28日    | ハンガリー       | ブダペスト               |
| 55   | 団   | 2020年（開催中止）      | 韓国             | 釜山                     |
| 56   | 個   | 2021年11月23日 - 29日   | アメリカ合衆国   | ヒューストン             |
| 56   | 団   | 2022年9月30日 - 10月9日 | 中国             | 成都                     |
| 57   | 個   | 2023年5月20日 - 28日    | 南アフリカ共和国 | ダーバン                 |
| 57   | 団   | 2024年2月16日 - 25日    | 韓国             | 釜山                     |
| 58   | 個   | 2025年5月17日 - 25日    | カタール         | ドーハ                   |
| 58   | 団   | 2026年                  | イングランド     | ロンドン                 |
| 59   | 個   | 2027年                  | カザフスタン     | アスタナ                 |
| 59   | 団   | 2028年                  | 日本             | 福岡                     |
| 60   | 個   | 2029年                  | ブラジル         | リオデジャネイロ         |

## 優勝杯
- 男子シングルス：セントブライド杯
- 女子シングルス：ガイスト杯
- 男子ダブルス：イラン杯
- 女子ダブルス：W・J・ポープ杯
- 混合ダブルス：ヘイドスク杯
- 男子団体：スウェースリング杯
- 女子団体：マルセル・コービロン杯

## 個人戦

### 男子シングルス
| 回 | 年   | 開催地                   | 優勝                         | 2位                        | 3位                                               |
| -- | ---- | ------------------------ | ---------------------------- | -------------------------- | ------------------------------------------------- |
| 1  | 1926 | ロンドン                 | ローランド・ヤコビ           | ゾルタン・メクロビッツ     | Munio Pillinger S.R.G. Suppiah                    |
| 2  | 1928 | ストックホルム           | ゾルタン・メクロビッツ       | Laszlo Bellak              | アルフレッド・リープスター Paul Flussmann         |
| 3  | 1929 | ブダペスト               | フレッド・ペリー             | ミクロシュ・サバドス       | ゾルタン・メクロビッツ エイドリアン・ヘイドン     |
| 4  | 1930 | ベルリン                 | ビクトル・バルナ             | Laszlo Bellak              | Istvan Kelen Lajos Leopold David                  |
| 5  | 1931 | ブダペスト               | ミクロシュ・サバドス         | ビクトル・バルナ           | Nikita Madjaroglou Ferenc Kovacs                  |
| 6  | 1932 | プラハ                   | ビクトル・バルナ             | ミクロシュ・サバドス       | Istvan Boros Erwin Kohn                           |
| 7  | 1933 | バーデン・バイ・ウィーン | ビクトル・バルナ             | スタニスラフ・コラー       | Sandor Galancz Adrian Haydon                      |
| 8  | 1934 | パリ                     | ビクトル・バルナ             | Laszlo Bellak              | ミクロシュ・サバドス Tibor Hazi                   |
| 9  | 1935 | ウェンブリー             | ビクトル・バルナ             | ミクロシュ・サバドス       | Aloizy Ehrlich Erwin Kohn                         |
| 10 | 1936 | プラハ                   | スタニスラフ・コラー         | Aloizy Ehrlich             | リチャード・バーグマン フェレンツ・スース         |
| 11 | 1937 | バーデン・バイ・ウィーン | リチャード・バーグマン       | Aloizy Ehrlich             | フェレンツ・スース Hans Hartinger                 |
| 12 | 1938 | ウェンブリー             | ボフミル・バーナ             | リチャード・バーグマン     | ビクトル・バルナ Tibor Hazi                       |
| 13 | 1939 | カイロ                   | リチャード・バーグマン       | Aloizy Ehrlich             | Žarko Dolinar ボフミル・バーナ                    |
| 14 | 1947 | パリ                     | ボフミル・バーナ             | フェレンツ・シド           | Louis Pagliaro ジョニー・リーチ                   |
| 15 | 1948 | ウェンブリー             | リチャード・バーグマン       | ボフミル・バーナ           | Guy Amouretti イヴァン・アンドレアディス          |
| 16 | 1949 | ストックホルム           | ジョニー・リーチ             | ボフミル・バーナ           | フェレンツ・スース Martin Reisman                 |
| 17 | 1950 | ブダペスト               | リチャード・バーグマン       | フェレンツ・スース         | フェレンツ・シド イヴァン・アンドレアディス       |
| 18 | 1951 | ウィーン                 | ジョニー・リーチ             | イヴァン・アンドレアディス | フェレンツ・シド Václav Tereba                    |
| 19 | 1952 | ボンベイ                 | 佐藤博治                     | ヨージェフ・コチアン       | René Roothooft Guy Amouretti                      |
| 20 | 1953 | ブカレスト               | フェレンツ・シド             | イヴァン・アンドレアディス | ヨージェフ・コチアン スティペック                 |
| 21 | 1954 | ウェンブリー             | 荻村伊智朗                   | フリスベリ                 | リチャード・バーグマン イヴァン・アンドレアディス |
| 22 | 1955 | ユトレヒト               | 田中利明                     | ドリナー                   | フェレンツ・シド カフィエロ                       |
| 23 | 1956 | 東京                     | 荻村伊智朗                   | 田中利明                   | 野平明雄 富田芳雄                                 |
| 24 | 1957 | ストックホルム           | 田中利明                     | 荻村伊智朗                 | イヴァン・アンドレアディス ハインツ・シュナイダー |
| 25 | 1959 | ドルトムント             | 容国団                       | フェレンツ・シド           | 荻村伊智朗 リチャード・マイルズ                   |
| 26 | 1961 | 北京                     | 荘則棟                       | 李富栄                     | 張炎林 徐寅生                                     |
| 27 | 1963 | プラハ                   | 荘則棟                       | 李富栄                     | 張炎林 王志良                                     |
| 28 | 1965 | リュブリャナ             | 荘則棟                       | 李富栄                     | 徐寅生 エーベルハルト・シェーラー                 |
| 29 | 1967 | ストックホルム           | 長谷川信彦                   | 河野満                     | 木村興治 エーベルハルト・シェーラー               |
| 30 | 1969 | ミュンヘン               | 伊藤繁雄                     | エーベルハルト・シェーラー | 田阪登紀夫 笠井賢二                               |
| 31 | 1971 | 名古屋                   | ステラン・ベンクソン         | 伊藤繁雄                   | ドラグティン・シュルベク 郗恩庭                   |
| 32 | 1973 | サラエヴォ               | 郗恩庭                       | シェル・ヨハンソン         | ステパンチッチ ドラグティン・シュルベク           |
| 33 | 1975 | カルカッタ               | イストヴァン・ヨニエル       | ステパンチッチ             | 河野満 高島規郎                                   |
| 34 | 1977 | バーミンガム             | 河野満                       | 郭躍華                     | 梁丈亮 黄亮                                       |
| 35 | 1979 | 平壌                     | 小野誠治                     | 郭躍華                     | 梁丈亮 李振持                                     |
| 36 | 1981 | ノヴィ・サド             | 郭躍華                       | 蔡振華                     | ステラン・ベンクソン ドラグティン・シュルベク     |
| 37 | 1983 | 東京                     | 郭躍華                       | 蔡振華                     | 江加良 王会元                                     |
| 38 | 1985 | イエテボリ               | 江加良                       | 陳龍燦                     | ロ・チェンチュン 騰義                             |
| 39 | 1987 | ニューデリー             | 江加良                       | ヤン＝オベ・ワルドナー     | 陳新華 騰義                                       |
| 40 | 1989 | ドルトムント             | ヤン＝オベ・ワルドナー       | ヨルゲン・パーソン         | 干沈童 アンジェイ・グルッバ                       |
| 41 | 1991 | 千葉                     | ヨルゲン・パーソン           | ヤン＝オベ・ワルドナー     | 金擇洙 馬文革                                     |
| 42 | 1993 | イエテボリ               | ジャン＝フィリップ・ガシアン | ジャン＝ミッシェル・セイブ | ゾラン・プリモラッツ ヤン＝オベ・ワルドナー       |
| 43 | 1995 | 天津                     | 孔令輝                       | 劉国梁                     | 丁松 王涛                                         |
| 44 | 1997 | マンチェスター           | ヤン＝オベ・ワルドナー       | ブラディミル・サムソノフ   | 閻森 孔令輝                                       |
| 45 | 1999 | アイントホーフェン       | 劉国梁                       | 馬琳                       | ヴェルナー・シュラガー ヤン＝オベ・ワルドナー     |
| 46 | 2001 | 大阪                     | 王励勤                       | 孔令輝                     | 蔣澎龍 馬琳                                       |
| 47 | 2003 | パリ                     | ヴェルナー・シュラガー       | 朱世爀                     | カリニコス・クレアンガ 孔令輝                     |
| 48 | 2005 | 上海                     | 王励勤                       | 馬琳                       | マイケル・メイス 呉尚垠                           |
| 49 | 2007 | ザグレブ                 | 王励勤                       | 馬琳                       | 王皓 柳承敏                                       |
| 50 | 2009 | 横浜                     | 王皓                         | 王励勤                     | 馬琳 馬龍                                         |
| 51 | 2011 | ロッテルダム             | 張継科                       | 王皓                       | ティモ・ボル 馬龍                                 |
| 52 | 2013 | パリ                     | 張継科                       | 王皓                       | 許昕 馬龍                                         |
| 53 | 2015 | 蘇州                     | 馬龍                         | 方博                       | 樊振東 張継科                                     |
| 54 | 2017 | デュッセルドルフ         | 馬龍                         | 樊振東                     | 許昕 李尚洙                                       |
| 55 | 2019 | ブダペスト               | 馬龍                         | マティアス・ファルク       | 梁靖崑 安宰賢                                     |
| 56 | 2021 | ヒューストン             | 樊振東                       | トルルス・モーレゴード     | 梁靖崑 ティモ・ボル                               |
| 57 | 2023 | ダーバン                 | 樊振東                       | 王楚欽                     | 梁靖崑 馬龍                                       |
| 58 | 2025 | ドーハ                   | 王楚欽                       | ウーゴ・カルデラノ         | 梁靖崑 トルルス・モーレゴード                     |

### 男子ダブルス
| 回 | 年   | 開催地                    | 優勝                                                | 2位                                                 | 3位                                             | 3位                                               |
| -- | ---- | ------------------------- | --------------------------------------------------- | --------------------------------------------------- | ----------------------------------------------- | ------------------------------------------------- |
| 1  | 1926 | ロンドン                  | ローランド・ヤコビ ダニエル・ペクシ                 | ゾルタン・メクロビッツ Bela von Kehrling            | Paul Flussmann Munio Pillinger                  | Hedley Penny Cyril Mossford                       |
| 2  | 1928 | ストックホルム            | アルフレッド・リープスター ロバート・サム           | チャールズ・ブル フレッド・ペリー                   | Laszlo Bellak サンドル・クランツ                | ローランド・ヤコビ ゾルタン・メクロビッツ         |
| 3  | 1929 | ブダペスト                | ミクロシュ・サバドス ビクトル・バルナ               | Laszlo Bellak サンドル・クランツ                    | チャールズ・ブル フレッド・ペリー               | Gyorgy Szegedi Istvan Reti                        |
| 4  | 1930 | ベルリン                  | ミクロシュ・サバドス ビクトル・バルナ               | アルフレッド・リープスター ロバート・サム           | Laszlo Bellak サンドル・クランツ                | Hille Nilsson Valter Kolmodin                     |
| 5  | 1931 | ブダペスト                | ミクロシュ・サバドス ビクトル・バルナ               | Istvan Kelen Lajos Leopold David                    | Manfred Feher アルフレッド・リープスター        | Karel Svoboda Jindrich Lauterbach                 |
| 6  | 1932 | プラハ                    | ミクロシュ・サバドス ビクトル・バルナ               | Laszlo Bellak サンドル・クランツ                    | デビッド・ジョーンズ チャールズ・ブル           | István Boros                                      |
| 7  | 1933 | バーデン・バイ・ウィーン  | ビクトル・バルナ サンドル・クランツ                 | Istvan Kelen Lajos Leopold David                    | Manfred Feher アルフレッド・リープスター        | Erwin Kohn Paul Flussmann                         |
| 8  | 1934 | パリ                      | ミクロシュ・サバドス ビクトル・バルナ               | サンドル・クランツ Tibor Hazi                       | Miroslav Hamr Ervin Kohn                        | István Boros Bela Nyitrai                         |
| 9  | 1935 | ウェンブリー              | ミクロシュ・サバドス ビクトル・バルナ               | アルフレッド・リープスター エイドリアン・ヘイドン   | Raoul Bedoc Daniel Guerin                       | Laszlo Bellak Istvan Kelen                        |
| 10 | 1936 | プラハ                    | ロバート・ブラットナー ジェームス・マックルーア     | スタニスラフ・コラー オクテル・ペトリセク           | チボール・ハジ Ferenc Soos                      | アドルフ・スラー カレル・フライシュナー           |
| 11 | 1937 | バーデン・バイ・ウィーン  | ロバート・ブラットナー ジェームス・マックルーア     | リチャード・バーグマン Helmut Goebel                | Václav Tereba Frantisek Hanec Pivec             | アドルフ・スラー Miloslav Hamr                    |
| 12 | 1938 | ウェンブリー              | ソル・シッフ ジェームス・マックルーア               | ビクトル・バルナ Laszlo Bellak                      | スタニスラフ・コラー Václav Tereba              | Hyman Lurie エリック・フィルビー                  |
| 13 | 1939 | カイロ                    | ビクトル・パルナ リチャード・バーグマン             | Miloslav Hamr Josef Tartakower                      | Raoul Bedoc Michel Haguenauer                   | Hyman Lurie Jeffrey Hyde                          |
| 14 | 1947 | パリ                      | ボフミル・バーナ アドルフ・スラー                   | ジョニー・リーチ ジャック・キャリントン             | Ladislav Štípek Václav Tereba                   | ビクトル・バルナ エイドリアン・ヘイドン           |
| 15 | 1948 | ウェンブリー              | ボフミル・バーナ ラディスラフ・スティペク           | エイドリアン・ヘイドン フェレンツ・スース           | Herbert Wunsch ハインリッヒ・ベドナー           | ビクトル・バルナ リチャード・バーグマン           |
| 16 | 1949 | ストックホルム            | イヴァン・アンドレアディス フランティセク・トカール | ボフミル・バーナ ラディスラフ・スティペク           | リチャード・マイルズ ダグラス・カートランド     | フリスベリ リチャード・バーグマン                 |
| 17 | 1950 | ブダペスト                | フェレンツ・シド フェレンツ・スース                 | フランティセク・トカール イヴァン・アンドレアディス | ボフミル・バーナ ラディスラフ・スティペク       | Josef Turnovsky Václav Tereba                     |
| 18 | 1951 | ウィーン                  | イヴァン・アンドレアディス ボフミル・バーナ         | フェレンツ・シド ヨージェフ・コチアン               | ジャック・キャリントン ジョニー・リーチ         | フランティセク・トカール ラディスラフ・スティペク |
| 19 | 1952 | ボンベイ                  | 藤井則和 林忠明                                     | リチャード・バーグマン ジョニー・リーチ             | マルティン・ライズマン ダグラス・カートランド   | ビクトル・バルナ エイドリアン・ヘイドン           |
| 20 | 1953 | ブカレスト                | フェレンツ・シド ヨージェフ・コチアン               | リチャード・バーグマン ジョニー・リーチ             | イヴァン・アンドレアディス ボフミル・バーナ     | ビクトル・バルナ エイドリアン・ヘイドン           |
| 21 | 1954 | ウェンブリー              | ハランコゾ ドリナー                                 | ビクトル・バルナ ミシェル・ハグエナー               | 荻村伊智朗 富田芳雄                             | テレパ アドルフ・スラー                           |
| 22 | 1955 | ユトレヒト                | イヴァン・アンドレアディス ラディスラフ・スティペク | ドリナー ハランコゾ                                 | 荻村伊智朗 富田芳雄                             | フェレンツ・シド ヨージェフ・コチアン             |
| 23 | 1956 | 東京                      | 荻村伊智朗 富田芳雄                                 | イヴァン・アンドレアディス スティペック             | 田中利明 角田啓輔                               | テレバ ルドヴィク・ビナノフスキー                 |
| 24 | 1957 | ストックホルム            | イヴァン・アンドレアディス ラディスラフ・スティペク | 荻村伊智朗 田中利明                                 | 角田啓輔 宮田俊彦                               | フェレンツ・シド ジェドヴァイ                     |
| 25 | 1959 | ドルトムント              | 荻村伊智朗 村上輝夫                                 | ラディスラフ・スティペク ルドヴィク・ビナノフスキー | ホルジー ベルチック                             | ハンス・アルセア ラケル                           |
| 26 | 1961 | 北京                      | 星野展弥 木村興治                                   | フェレンツ・シド ゾルタン・ベルチック               | 荘則棟 李富栄                                   | 王家声 周蘭孫                                     |
| 27 | 1963 | プラハ                    | 張變林 王志良                                       | 荘則棟 徐寅生                                       | 三木圭一 小中健                                 | 李富栄 王家声                                     |
| 28 | 1965 | リュブリャナ              | 荘則棟 徐寅生                                       | 張變林 王志良                                       | 李富栄 王家声                                   | 周蘭孫 余長春                                     |
| 29 | 1967 | ストックホルム            | ハンス・アルセア シェル・ヨハンソン                 | アメリン ゴモスコフ                                 | 長谷川信彦 河野満                               | ミコ スタネク                                     |
| 30 | 1969 | ミュンヘン                | ハンス・アルセア シェル・ヨハンソン                 | 長谷川信彦 田阪登紀夫                               | 河野満 伊藤繁雄                                 | アナトリ・アメリン スタニウラウ・ゴモスコフ       |
| 31 | 1971 | 名古屋（愛知県体育館）    | イストヴァン・ヨニエル ティボル・クランパ           | 荘則棟 梁丈亮                                       | 長谷川信彦 田阪登紀夫                           | 今野裕二郎 阿部勝幸                               |
| 32 | 1973 | サラエヴォ                | シェル・ヨハンソン ステラン・ベンクソン             | イストヴァン・ヨニエル ティボル・クランパ           | ジャック・セクレタン ジャン＝デニス・コンスタン | ドラグティン・シュルベク ステパンチッチ           |
| 33 | 1975 | カルカッタ                | イストヴァン・ヨニエル ガボル・ゲルゲリー           | ドラグティン・シュルベク ステパンチッチ             | 伊藤繁雄 阿部勝幸                               | ジャック・セクレタン ジャン＝デニス・コンスタン   |
| 34 | 1977 | バーミンガム              | 梁戈亮 李振恃                                       | 黄亮 陸元盛                                         | シェル・ヨハンソン ステラン・ベンクソン         | ドラグティン・シュルベク ステパンチッチ           |
| 35 | 1979 | 平壌                      | ドラグティン・シュルベク ステパンチッチ             | イストヴァン・ヨニエル ティボル・クランパ           | 李振恃 王会元                                   | 郭躍華 梁丈亮                                     |
| 36 | 1981 | ノヴィ・サド              | 蔡振華 李振恃                                       | 郭躍華 謝賽克                                       | ドラグティン・シュルベク ステパンチッチ         | ジャック・セクレタン パトリック・ビロショー       |
| 37 | 1983 | 東京                      | ゾラン・カリニッチ ドラグティン・シュルベク         | 江嘉良 謝賽克                                       | 小野誠治 阿部博幸                               | 王会元 楊玉華                                     |
| 38 | 1985 | イエテボリ                | ミカエル・アペルグレン ウルフ・カールソン           | パンスキー ミラン・オーロスキー                     | 江嘉良 蔡振華                                   | 范長茂 何志文                                     |
| 39 | 1987 | ニューデリー              | 陳龍燦 韋晴光                                       | ゾラン・プリモラッツ イリヤ・ルプレスク             | 安宰亨 劉南奎                                   | アンジェイ・グルッバ クハルスキー                 |
| 40 | 1989 | ドルトムント              | ヨルグ・ロスコフ シュテファン・フェッツナー         | ゾラン・カリニッチ クハルスキー                     | 江嘉良 謝賽克                                   | 陳龍燦 韋晴光                                     |
| 41 | 1991 | 千葉（幕張メッセ）        | ペーテル・カールソン トーマス・フォン・シェーレ     | 王涛 呂林                                           | ドミトリ・マズノフ アンドレイ・マズノフ         | ヨルゲン・パーソン エリック・リンド               |
| 42 | 1993 | イエテボリ                | 王涛 呂林                                           | 馬文革 張雷                                         | 劉南奎 金擇洙                                   | 劉国梁 林志剛                                     |
| 43 | 1995 | 天津                      | 王涛 呂林                                           | ゾラン・プリモラッツ ブラディミル・サムソノフ       | 劉国梁 林志剛                                   | ジャン＝フィリップ・ガシアン ダミアン・エロワ     |
| 44 | 1997 | マンチェスター            | 孔令輝 劉国梁                                       | ヤン＝オベ・ワルドナー ヨルゲン・パーソン           | ジャン＝フィリップ・ガシアン ダミアン・エロワ   | 松下浩二 渋谷浩                                   |
| 45 | 1999 | アイントホーフェン        | 孔令輝 劉国梁                                       | 王励勤 閻森                                         | ゾラン・プリモラッツ ブラディミル・サムソノフ   | 金擇洙 朴相俊                                     |
| 46 | 2001 | 大阪 （大阪市中央体育館） | 王励勤 閻森                                         | 孔令輝 劉国梁                                       | 蔣澎龍 張雁書                                   | 金擇洙 呉尚垠                                     |
| 47 | 2003 | パリ                      | 王励勤 閻森                                         | 孔令輝 王皓                                         | 金擇洙 呉尚垠                                   | 馬琳 秦志戟                                       |
| 48 | 2005 | 上海                      | 孔令輝 王皓                                         | ティモ・ボル クリスティアン・ズース                 | 王励勤 閻森                                     | 馬琳 陳玘                                         |
| 49 | 2007 | ザグレブ                  | 馬琳 陳玘                                           | 王励勤 王皓                                         | 蔣澎龍 張雁書                                   | 李静 高礼澤                                       |
| 50 | 2009 | 横浜                      | 王皓 陳玘                                           | 馬龍 許昕                                           | 岸川聖也 水谷隼                                 | 郝帥 張継科                                       |
| 51 | 2011 | ロッテルダム              | 馬龍 許昕                                           | 馬琳 陳玘                                           | 鄭栄植 金珉鉐                                   | 王皓 張継科                                       |
| 52 | 2013 | パリ                      | 荘智淵 陳建安                                       | 馬琳 郝帥                                           | 王励勤 周雨                                     | 岸川聖也 水谷隼                                   |
| 53 | 2015 | 蘇州                      | 許昕 張継科                                         | 樊振東 周雨                                         | 李尚洙 徐賢徳                                   | 松平健太 丹羽孝希                                 |
| 54 | 2017 | デュッセルドルフ          | 樊振東 許昕                                         | 森薗政崇 大島祐哉                                   | 丹羽孝希 吉村真晴                               | 鄭栄植 李尚洙                                     |
| 55 | 2019 | ブダペスト                | 馬龍 王楚欽                                         | オビディウ・イオネスク アルバロ・ロブレス           | ティアゴ・アポローニャ ジョアン・モンテイロ     | 梁靖崑 林高遠                                     |
| 56 | 2021 | ヒューストン              | クリスチャン・カールソン マティアス・ファルク       | 林鐘勳 張禹珍                                       | 梁靖崑 林高遠                                   | 宇田幸矢 戸上隼輔                                 |
| 57 | 2023 | ダーバン                  | 樊振東 王楚欽                                       | 林鐘勳 張禹珍                                       | ドミトリ・オフチャロフ パトリック・フランチスカ | 李尚洙 趙大成                                     |
| 58 | 2025 | ドーハ                    | 篠塚大登 戸上隼輔                                   | 林昀儒 高承睿                                       | フェリックス・ルブラン アレクシス・ルブラン     | フロリアン・ブラッソー エステバン・ドール         |

### 女子シングルス
| 回 | 年   | 開催地                   | 優勝                               | 2位                        | 3位                                               |
| -- | ---- | ------------------------ | ---------------------------------- | -------------------------- | ------------------------------------------------- |
| 1  | 1926 | ロンドン                 | メドニヤンスキ・マリア             | Doris Evans-Gubbins        | Anastasia Flussmann Winifred Land                 |
| 2  | 1928 | ストックホルム           | メドニヤンスキ・マリア             | Erika Metzger              | Doris Evans-Gubbins Joan Ingram                   |
| 3  | 1929 | ブダペスト               | メドニヤンスキ・マリア             | Trude Wildam               | アンナ・シポス マグダ・ガル                       |
| 4  | 1930 | ベルリン                 | メドニヤンスキ・マリア             | アンナ・シポス             | Josefine Kolbe Trude Wildam                       |
| 5  | 1931 | ブダペスト               | メドニヤンスキ・マリア             | Mona Rüster                | アンナ・シポス マグダ・ガル                       |
| 6  | 1932 | プラハ                   | アンナ・シポス                     | メドニヤンスキ・マリア     | Marie Smidová-Masaková マグダ・ガル               |
| 7  | 1933 | バーデン・バイ・ウィーン | アンナ・シポス                     | メドニヤンスキ・マリア     | Astrid Krebsbach マグダ・ガル                     |
| 8  | 1934 | パリ                     | マリー・ケトネロワ                 | Astrid Krebsbach           | Dora Emdin マグダ・ガル                           |
| 9  | 1935 | ウェンブリー             | マリー・ケトネロワ                 | マグダ・ガル               | Marcelle Delacour Marie Smidová-Masaková          |
| 10 | 1936 | プラハ                   | アーロンズ                         | Astrid Krebsbach           | マリー・ケトネロワ Marie Smidova-Masakova         |
| 11 | 1937 | バーデン・バイ・ウィーン | アーロンズ プリッツィ （両者優勝） | なし                       | Hilde Bussmann Marie Kettnerová                   |
| 12 | 1938 | ウェンブリー             | ゲルトルード・プリッチ             | Vlasta Pokorná-Depetrisová | ベティ・ヘンリー Vera Votrubcová                  |
| 13 | 1939 | カイロ                   | デペトリソワ                       | ゲルトルード・プリッチ     | マリー・ケトネロワ Samiha Naili                   |
| 14 | 1947 | パリ                     | ギゼラ・ファルカス                 | エリザベス・ブラックボーン | ゲルトルード・プリッチ Vera Thomas-Dace           |
| 15 | 1948 | ウェンブリー             | ギゼラ・ファルカス                 | Vera Thomas-Dace           | アンジェリカ・ロゼアヌ Vlasta Pokorná-Depetrisová |
| 16 | 1949 | ストックホルム           | ファルカス                         | Kveta Hrusková             | ゲルトルード・プリッチ Thelma Thall               |
| 17 | 1950 | ブダペスト               | アンジェリカ・ロゼアヌ             | ギゼラ・ファルカス         | Sari Szasz-Kolosvary Rozsi Karpati                |
| 18 | 1951 | ウィーン                 | アンジェリカ・ロゼアヌ             | ギゼラ・ファルカス         | Leah Neuberger プリッチ                           |
| 19 | 1952 | ボンベイ                 | アンジェリカ・ロゼアヌ             | ギゼラ・ファルカス         | ロザリンド・ロー Ermelinde Rumpler-Wertl          |
| 20 | 1953 | ブカレスト               | アンジェリカ・ロゼアヌ             | ギゼラ・ファルカス         | ロザリンド・ロー Diane Scholer-Rowe               |
| 21 | 1954 | ウェンブリー             | アンジェリカ・ロゼアヌ             | 田中良子                   | 江口冨士枝 コチアン                               |
| 22 | 1955 | ユトレヒト               | アンジェリカ・ロゼアヌ             | ウェルテル                 | 渡辺妃生子 コチアン                               |
| 23 | 1956 | 東京                     | 大川とみ                           | 渡辺妃生子                 | ツェラー 江口冨士枝                               |
| 24 | 1957 | ストックホルム           | 江口冨士枝                         | アン・ヘイドン             | ツェラー 渡辺妃生子                               |
| 25 | 1959 | ドルトムント             | 松崎キミ代                         | 江口冨士枝                 | 邸鐘恵 コチアン                                   |
| 26 | 1961 | 北京                     | 邸鐘恵                             | コチアン                   | 松崎キミ代 王健                                   |
| 27 | 1963 | プラハ                   | 松崎キミ代                         | マリア・アレキサンドル     | ツェラー 孫梅英                                   |
| 28 | 1965 | リュブリャナ             | 深津尚子                           | 林慧卿                     | 山中教子 李莉                                     |
| 29 | 1967 | ストックホルム           | 森沢幸子                           | 深津尚子                   | ルドノワ 山中教子                                 |
| 30 | 1969 | ミュンヘン               | 小和田敏子                         | ガブリエレ・ガイスラー     | マリア・アレキサンドル 濱田美穂                   |
| 31 | 1971 | 名古屋（愛知県体育館）   | 林慧卿                             | 鄭敏之                     | 李莉 イロナ・ボストワ                             |
| 32 | 1973 | サラエヴォ               | 胡玉蘭                             | アリス・グロフォア         | 張立 朴美羅                                       |
| 33 | 1975 | カルカッタ               | パク・ヨンスン                     | 張立                       | タチアナ・フェルドマン 葛新愛                     |
| 34 | 1977 | バーミンガム             | パク・ヨンスン                     | 張立                       | 葛新愛 張徳英                                     |
| 35 | 1979 | 平壌                     | 葛新愛                             | リ・ソンスク               | 童玲 張徳英                                       |
| 36 | 1981 | ノヴィ・サド             | 童玲                               | 曹燕華                     | 李寿子 張徳英                                     |
| 37 | 1983 | 東京                     | 曹燕華                             | 梁英子                     | 斉宝香 黄俊群                                     |
| 38 | 1985 | イエテボリ               | 曹燕華                             | 耿麗娟                     | 斉宝香 戴麗麗                                     |
| 39 | 1987 | ニューデリー             | 何智麗                             | 梁英子                     | 管建華 戴麗麗                                     |
| 40 | 1989 | ドルトムント             | 喬紅                               | リ・ブンヒ                 | 玄静和 陳静                                       |
| 41 | 1991 | 千葉（幕張メッセ）       | 鄧亞萍                             | リ・ブンヒ                 | 喬紅 チャン・タンルイ                             |
| 42 | 1993 | イエテボリ               | 玄静和                             | 陳静                       | オティリア・バデスク 高軍                         |
| 43 | 1995 | 天津                     | 鄧亞萍                             | 喬紅                       | 劉偉 喬雲萍                                       |
| 44 | 1997 | マンチェスター           | 鄧亞萍                             | 王楠                       | 李菊 鄥娜                                         |
| 45 | 1999 | アイントホーフェン       | 王楠                               | 張怡寧                     | 李楠 柳智恵                                       |
| 46 | 2001 | 大阪（大阪市中央体育館） | 王楠                               | 林菱                       | キム・ユンミ 張怡寧                               |
| 47 | 2003 | パリ                     | 王楠                               | 張怡寧                     | タマラ・ボロシュ 李菊                             |
| 48 | 2005 | 上海                     | 張怡寧                             | 郭焱                       | 郭躍 林菱                                         |
| 49 | 2007 | ザグレブ                 | 郭躍                               | 李暁霞                     | 張怡寧 郭焱                                       |
| 50 | 2009 | 横浜                     | 張怡寧                             | 郭躍                       | 李暁霞 劉詩雯                                     |
| 51 | 2011 | ロッテルダム             | 丁寧                               | 李暁霞                     | 劉詩雯 郭躍                                       |
| 52 | 2013 | パリ                     | 李暁霞                             | 劉詩雯                     | 朱雨玲 丁寧                                       |
| 53 | 2015 | 蘇州                     | 丁寧                               | 劉詩雯                     | 李暁霞 木子                                       |
| 54 | 2017 | デュッセルドルフ         | 丁寧                               | 朱雨玲                     | 平野美宇 劉詩雯                                   |
| 55 | 2019 | ブダペスト               | 劉詩雯                             | 陳夢                       | 丁寧 王曼昱                                       |
| 56 | 2021 | ヒューストン             | 王曼昱                             | 孫穎莎                     | 陳夢 王芸迪                                       |
| 57 | 2023 | ダーバン                 | 孫穎莎                             | 陳夢                       | 陳幸同 早田ひな                                   |
| 58 | 2025 | ドーハ                   | 孫穎莎                             | 王曼昱                     | 陳幸同 伊藤美誠                                   |

### 女子ダブルス
| 回 | 年   | 開催地                   | 優勝                                            | 2位                                               | 3位                                             | 3位                                           |
| -- | ---- | ------------------------ | ----------------------------------------------- | ------------------------------------------------- | ----------------------------------------------- | --------------------------------------------- |
| 1  | 1926 | ロンドン                 | 未開催                                          | 未開催                                            | 未開催                                          | 未開催                                        |
| 2  | 1928 | ストックホルム           | メドニヤンスキ・マリア Fanchette Flamm          | Doris Evans-Gubbins ブレンダ・サマーヴィル        |                                                 | Lisa Lovdahl Margyl Brandt                    |
| 3  | 1929 | ブダペスト               | エリカ・メッツガー モナ・リースター             | Fanchette Flamm Gertrude Wildam                   | メドニヤンスキ・マリア アンナ・シポス           | Ilona Zador マグダ・ガル                      |
| 4  | 1930 | ベルリン                 | アンナ・シポス メドニヤンスキ・マリア           | マグダ・ガル Marta Komaromi                       | Josefine Kolbe Etta Neumann                     | Helly Reitzer Gertrude Wildam                 |
| 5  | 1931 | ブダペスト               | アンナ・シポス メドニヤンスキ・マリア           | マグダ・ガル Lili Tiszai-Tenner                   | Lili Forbath Helly Reitzer                      | モナ・リースター Marie Smidova-Masakova       |
| 6  | 1932 | プラハ                   | アンナ・シポス メドニヤンスキ・マリア           | Anna Braunova Marie Smidova-Masakova              | Anita Felguth-Denker マグダ・ガル               | Berta Zdobnicka Vera Pavlaskova               |
| 7  | 1933 | バーデン・バイ・ウィーン | アンナ・シポス メドニヤンスキ・マリア           | マグダ・ガル Emiline Racz                         | Anita Felguth-Denker Annemarie Schulz           | Jozka Veselska Marie Walterova                |
| 8  | 1934 | パリ                     | アンナ・シポス メドニヤンスキ・マリア           | Anita Felguth-Denker Astrid Krebsbach             | ヒルデ・バスマン マグダ・ガル                   | マリー・ケトネロワ Marie Smidova-Masakova     |
| 9  | 1935 | ウェンブリー             | アンナ・シポス メドニヤンスキ・マリア           | マリー・ケトネロワ Marie Smidova-Masakova         | L. Booker ヒルデ・バスマン                      | Anita Felguth-Denker Astrid Krebsbach         |
| 10 | 1936 | プラハ                   | マリー・ケトネロワ Marie Smidova-Masakova       | Vlasta Depetrisová Vera Votrubcova                | ラス・ヒューズ・アーロンズ Jessie Purves        | マグダ・ガル メドニヤンスキ・マリア           |
| 11 | 1937 | バーデン・バイ・ウィーン | Vlasta Depetrisová ポトルブコワ                 | Margaret Knott-Osborne ウェンディ・ウッドヘッド   | Lillian Hutchings Stefanie Werle                | Marie Kettnerová Annemarie Schulz             |
| 12 | 1938 | ウェンブリー             | ベラ Vlasta Depetrisová                         | Dora Beregi Ida Ferenczy                          | Dora Emdin フィリス・ホジキンソン               | Doris Jordan Margaret Knott-Osborne           |
| 13 | 1939 | カイロ                   | ヒルデ・バスマン Gertrude Pritzi                | アンジェリカ・アデルステイン Sari Szasz-Kolosvary | Vera Votrubcova Vlasta Depetrisová              | Samiha Naili マリー・ケトネロワ               |
| 14 | 1947 | パリ                     | ギゼラ・ファルカス Gertrude Pritzi              | Mae Clouther Mona Monness                         | Mary Detournay-Stevens Josee Wouters            | Davida Hawthorn Leah Thall                    |
| 15 | 1948 | ウェンブリー             | Margaret Franks ベラ・トーマス                  | Dora Beregi ヘレン・エリオット                    | Audrey Fowler Irene Lentle                      | Leah Neuberger-Thall Thelma Thall             |
| 16 | 1949 | ストックホルム           | ギゼラ・ファルカス ヘレン・エリオット           | リリアン・バーンズ ジョアン・クロスビー           | Rozsi Karpati Erzsebet Mezei                    | Ida Kotkova Eliska Krejcova-Furstova          |
| 17 | 1950 | ブダペスト               | Dora Beregi ヘレン・エリオット                  | ギゼラ・ファルカス アンジェリカ・ロゼアヌ         | マーガレット・フランクス Vera Thomas-Dace       | Kveta Hruskova Eliska Krejcova-Furstova       |
| 18 | 1951 | ウィーン                 | ディアヌ・ロー ロザリンド・ロー                 | アンジェリカ・ロゼアヌ Sari Szasz-Kolosvary       | Pauline Ickhoff Leah Neuberger-Thall            | Rozsi Karpati ギゼラ・ファルカス              |
| 19 | 1952 | ボンベイ                 | 西村登美江 楢原静                               | ディアヌ・ロー ロザリンド・ロー                   | ヘレン・エリオット ワトール                     | ギゼラ・ファルカス Edit Sagi                  |
| 20 | 1953 | ブカレスト               | アンジェリカ・ロゼアヌ ギゼラ・ファルカス       | ディアヌ・ロー ロザリンド・ロー                   | Zsuzsa Javor-Fantusz Edit Sagi                  | ワトール Kathleen Thompson-Best               |
| 21 | 1954 | ウェンブリー             | ディアヌ・ロー ロザリンド・ロー                 | アン・ヘイドン ベスト                             | 渡辺妃生子 江口冨士枝                           | アンジェリカ・ロゼアヌ ギゼラ・ファルカス     |
| 22 | 1955 | ユトレヒト               | アンジェリカ・ロゼアヌ ツェラー                 | ディアヌ・ロー ロザリンド・ロー                   | 田中良子 楢原静                                 | 渡辺妃生子 江口冨士枝                         |
| 23 | 1956 | 東京                     | アンジェリカ・ロゼアヌ ツェラー                 | 渡辺妃生子 江口冨士枝                             | 大川とみ 田中良子                               | ディアヌ・ロー アン・ヘイドン＝ジョーンズ     |
| 24 | 1957 | ストックホルム           | モショチー アグネス・シモン                     | ディアヌ・ロー アン・ヘイドン                     | マリア・ゴロペンタ ヘレン・エリオット           | アンジェリカ・ロゼアヌ ツェラー               |
| 25 | 1959 | ドルトムント             | 難波多慧子 山泉和子                             | 江口冨士枝 松崎キミ代                             | ディアヌ・ロー アン・ヘイドン                   | 孫梅英 邸鐘恵                                 |
| 26 | 1961 | 北京                     | マリア・アレキサンドル ピチカ                   | 孫梅英 邸鐘恵                                     | 胡克明 王健                                     | 韓玉珍 梁麗珍                                 |
| 27 | 1963 | プラハ                   | 松崎キミ代 関正子                               | ディアヌ・ロー シャノン                           | 邸鐘恵 王健                                     | 山中教子 伊藤和子                             |
| 28 | 1965 | リュブリャナ             | 林慧卿 鄭敏之                                   | 山中教子 関正子                                   | 李莉 馮夢雅                                     | 梁麗珍 李赫男                                 |
| 29 | 1967 | ストックホルム           | 森沢幸子 広田佐枝子                             | 山中教子 深津尚子                                 | スベトラーナ・フェドロワ＝グリンベルグ ルドノワ | コチアン ユリク                               |
| 30 | 1969 | ミュンヘン               | ルドノワ スベトラーナ・フェドロワ＝グリンベルグ | マリア・アレキサンドル ミハルカ                   | 崔正淑 崔丸煥                                   | ボストワ カルリコワ                           |
| 31 | 1971 | 名古屋（愛知県体育館）   | 林慧卿 鄭敏之                                   | 平野美恵子 阪本礼子                               | 大関行江 濱田美穂                               | 小堀世津子 川守田幸子                         |
| 32 | 1973 | サラエヴォ               | 濱田美穂 マリア・アレキサンドル                 | 仇宝琴 林美群                                     | 枝野とみえ 阿部多津子                           | ベアトリクス・キシャチ ジル・ハマースレイ     |
| 33 | 1975 | カルカッタ               | 高橋省子 マリア・アレキサンドル                 | 朱香雲 林美群                                     | 大関行江 横田幸子                               | エルミラ・アントニアン タチアナ・フェルドマン |
| 34 | 1977 | バーミンガム             | 楊瑩 パク・ヨンオク                             | 朱香雲 魏力魂                                     | 張立 葛新愛                                     | 金順玉 李基元                                 |
| 35 | 1979 | 平壌                     | 張立 張徳英                                     | 葛新愛 閻桂麗                                     | ゴルダナ・ペルクチン パラチヌス                 | ロ・ヨンスク リ・ソンスク                     |
| 36 | 1981 | ノヴィ・サド             | 曹燕華 張徳英                                   | 童玲 卜啓娟                                       | 黄男淑 安海淑                                   | 黄俊群 閻桂麗                                 |
| 37 | 1983 | 東京                     | 沈剣萍 載麗麗                                   | 耿麗娟 黄俊群                                     | 曹燕華 倪夏蓮                                   | 童玲 卜啓娟                                   |
| 38 | 1985 | イエテボリ               | 載麗麗 耿麗娟                                   | 曹燕華 倪夏蓮                                     | 焦志敏 斉宝香                                   | 童玲 管建華                                   |
| 39 | 1987 | ニューデリー             | 梁英子 玄静和                                   | 戴麗麗 李恵芬                                     | 何智麗 焦志敏                                   | リ・ブンヒ チョ・ジョンヒ                     |
| 40 | 1989 | ドルトムント             | 鄧亞萍 喬紅                                     | 陳静 胡小新                                       | 陳子荷 高軍                                     | 李ジュン 丁亜萍                               |
| 41 | 1991 | 千葉（幕張メッセ）       | 陳子荷 高軍                                     | 鄧亞萍 喬紅                                       | 胡小新 劉偉                                     | 李ジュン 丁亜萍                               |
| 42 | 1993 | イエテボリ               | 劉偉 喬雲萍                                     | 鄧亞萍 喬紅                                       | 陳子荷 高軍                                     | チャン・タンルイ チャイ・ポーワ               |
| 43 | 1995 | 天津                     | 鄧亞萍 喬紅                                     | 劉偉 喬雲萍                                       | 鄥娜 王晨                                       | チラ・バトルフィ クリスティナ・トート         |
| 44 | 1997 | マンチェスター           | 鄧亞萍 楊影                                     | 王楠 李菊                                         | 喬雲萍 チャイ・ポーワ                           | 王輝 成紅霞                                   |
| 45 | 1999 | アイントホーフェン       | 王楠 李菊                                       | 楊影 孫晋                                         | 張怡寧 張瑩瑩                                   | 朴海晶 金武校                                 |
| 46 | 2001 | 大阪（大阪市中央体育館） | 王楠 李菊                                       | 楊影 孫晋                                         | 張怡寧 張瑩瑩                                   | 武田明子 川越真由                             |
| 47 | 2003 | パリ                     | 王楠 張怡寧                                     | 牛剣峰 郭躍                                       | 李恩実 石恩美                                   | 李菊 李佳                                     |
| 48 | 2005 | 上海                     | 王楠 張怡寧                                     | 郭躍 牛剣鋒                                       | 白楊 郭焱                                       | 帖雅娜 張瑞                                   |
| 49 | 2007 | ザグレブ                 | 王楠 張怡寧                                     | 郭躍 李暁霞                                       | リ・ジャウェイ 王越古                           | 金璟娥 朴美英                                 |
| 50 | 2009 | 横浜                     | 李暁霞 郭躍                                     | 丁寧 郭焱                                         | 姜華君 帖雅娜                                   | 金璟娥 朴美英                                 |
| 51 | 2011 | ロッテルダム             | 李暁霞 郭躍                                     | 丁寧 郭焱                                         | 姜華君 帖雅娜                                   | 金璟娥 朴美英                                 |
| 52 | 2013 | パリ                     | 李暁霞 郭躍                                     | 丁寧 劉詩雯                                       | 馮天薇 ユー・モンユ                             | 陳夢 朱雨玲                                   |
| 53 | 2015 | 蘇州                     | 劉詩雯 朱雨玲                                   | 李暁霞 丁寧                                       | 馮天薇 ユー・モンユ                             | 李潔 李倩                                     |
| 54 | 2017 | デュッセルドルフ         | 丁寧 劉詩雯                                     | 陳夢 朱雨玲                                       | 伊藤美誠 早田ひな                               | 馮天薇 ユー・モンユ                           |
| 55 | 2019 | ブダペスト               | 孫穎莎 王曼昱                                   | 早田ひな 伊藤美誠                                 | 橋本帆乃香 佐藤瞳                               | 陳夢 朱雨玲                                   |
| 56 | 2021 | ヒューストン             | 孫穎莎 王曼昱                                   | 早田ひな 伊藤美誠                                 | 倪夏蓮 デヌッテ・サラウ                         | 陳夢 銭天一                                   |
| 57 | 2023 | ダーバン                 | 陳夢 王芸迪                                     | 申裕斌 田志希                                     | 長﨑美柚 木原美悠                               | 孫穎莎 王曼昱                                 |
| 58 | 2025 | ドーハ                   | 王曼昱 蒯曼                                     | ソフィア・ポルカノバ ベルナデッテ・スッチ         | 張本美和 木原美悠                               | 申裕斌 ユ・ハンナ                             |

### 混合ダブルス
| 回 | 年   | 開催地                    | 優勝                                                    | 2位                                         | 3位                                           | 3位                                                 |
| -- | ---- | ------------------------- | ------------------------------------------------------- | ------------------------------------------- | --------------------------------------------- | --------------------------------------------------- |
| 1  | 1926 | ロンドン                  | ゾルタン・メクロビッツ メドニヤンスキ・マリア           | ローランド・ヤコビ G.Gleeson                | H.A. Bennett Winifred Land                    | Eduard Freudenhei Gertude Wildam                    |
| 2  | 1928 | ストックホルム            | ゾルタン・メクロビッツ メドニヤンスキ・マリア           | Daniel Pecsi Erika Metzger                  | チャールズ・ブル Joan Ingram                  | フレッド・ペリー Winifred Land                      |
| 3  | 1929 | ブダペスト                | イスティバン・ケレン アンナ・シポス                     | Laszlo Bellak マグダ・ガル                  | ゾルタン・メクロビッツ メドニヤンスキ・マリア | アルフレッド・リープスター Gertrud Wildam           |
| 4  | 1930 | ベルリン                  | ミクロシュ・サバドス メドニヤンスキ・マリア             | イスティバン・ケレン アンナ・シポス         | Sandor Glancz マグダ・ガル                    | ビクトル・バルナ Ingeborg Carnatz                   |
| 5  | 1931 | ブダペスト                | ミクロシュ・サバドス メドニヤンスキ・マリア             | ビクトル・バルナ アンナ・シポス             | Sandor Glancz マグダ・ガル                    | Laszlo Bellak Marta Komaromi                        |
| 6  | 1932 | プラハ                    | ビクトル・バルナ アンナ・シボス                         | ミクロシュ・サバドス メドニヤンスキ・マリア | Jaroslav Jilek Marie Smidova                  | Sandor Glancz マグダ・ガル                          |
| 7  | 1933 | バーデン・バイ・ウィーン  | イスティバン・ケレン メドニヤンスキ・マリア             | Sandor Glancz マグダ・ガル                  | ビクトル・バルナ アンナ・シポス               | Nikita Madjaroglou アンマリー・シュルッツ           |
| 8  | 1934 | パリ                      | ミクロシュ・サバドス メドニヤンスキ・マリア             | ビクトル・バルナ アンナ・シポス             | Laszlo Bellak Kathleen Berry                  | スタニスラフ・コラー Marie Smidova-Masakova         |
| 9  | 1935 | ウェンブリー              | ビクトル・バルナ アンナ・シポス                         | スタニスラフ・コラー マリー・ケトネロワ     | ミクロシュ・サバドス メドニヤンスキ・マリア   | エイドリアン・ヘイドン Margaret Knott-Osborne       |
| 10 | 1936 | プラハ                    | ミロスラフ・ハムル ゲルトルード・クライノワ             | イスティバン・ケレン メドニヤンスキ・マリア | Stanislav Kolar Marie Smidova-Masakova        | ヘルムート・ウルリッヒ アンマリー・シュルッツ       |
| 11 | 1937 | バーデン・バイ・ウィーン  | ボフミル・バーナ ヴェラ・ポトルブコワ                   | スタニスラフ・コラー マリー・ケトネロワ     | Abe Berenbaum エミリー・フラー                | Geza Eros アンジェリカ・アデルステイン              |
| 12 | 1938 | ウェンブリー              | ベラ ウェンディ・ウッドヘッド                           | ボフミル・バーナ ヴェラ・ポトルブコワ       | Václav Tereba マリー・ケトネロワ              | アルフレッド・リープスター Gertrude Pritzi          |
| 13 | 1939 | カイロ                    | ボフミル・バーナ ヴェラ・ボトルブコワ                   | Václav Tereba マリー・ケトネロワ            | Marcel Geargoura Hilde Bussmann               | Mansour Helmy Gertrude Pritzi                       |
| 14 | 1947 | パリ                      | フェレンツ・スース ギゼラ・ファルカス                   | Adolf Šlár Vlasta Pokorna-Depetrisova       | ビクトル・バルナ マーガレット・フランクス     | William Holzrichter Davida Hawthorn                 |
| 15 | 1948 | ウェンブリー              | リチャード・マイルズ Thelma Thall                       | ボフミル・バーナ Vlasta Pokorna-Depetrisova | フェレンツ・シド アンジェリカ・ロゼアヌ       | リチャード・バーグマン Dora Beregi                  |
| 16 | 1949 | ストックホルム            | フェレンツ・シド ギゼラ・ファルカス                     | ボフミル・バーナ Kveta Hruskova             | Martin Reisman パトリシア・マクレーン         | ジョニー・リーチ マーガレット・フランクス           |
| 17 | 1950 | ブダペスト                | フェレンツ・シド ギゼラ・ファルカス                     | ボフミル・バーナ Kveta Hruskova             | Ladislav Stipek アンジェリカ・ロゼアヌ        | イヴァン・アンドレアディス Eliska Krejcova-Furstova |
| 18 | 1951 | ウィーン                  | ボフミル・バーナ アンジェリカ・ロゼアヌ                 | Vilim Harangozo Ermelinde Rumpler-Wertl     | ジョニー・リーチ ディアヌ・ロー               | J・コチアン Rozsi Karpati                           |
| 19 | 1952 | ボンベイ                  | フェレンツ・シド アンジェリカ・ロゼアヌ                 | ジョニー・リーチ ディアヌ・ロー             | ビクトル・バルナ ロザリンド・ロー             | J・コチアン ギゼラ・ゲルバイ＝ファルカス            |
| 20 | 1953 | ブカレスト                | フェレンツ・シド アンジェリカ・ロゼアヌ                 | ドリナー Ermelinde Wertl                    | Laszlo Földy E・コチアン                      | J・コチアン ギゼラ・ゲルバイ＝ファルカス            |
| 21 | 1954 | ウェンブリー              | イヴァン・アンドレアディス ギゼラ・ゲルバイ＝ファルカス | 富田芳雄 江口冨士枝                         | ビクトル・バルナ ロザリンド・ロー             | ドリナー エルメリンデ・ワートル                     |
| 22 | 1955 | ユトレヒト                | カルマン・セパシ E・コチアン                            | オーブリー・サイモンズ ヘレン・エリオット   | 田中利明 楢原静                               | Ladislav Stipek Eliska Krejcova-Furstova            |
| 23 | 1956 | 東京                      | エルウィン・クライン リー・ニューバーガー               | イヴァン・アンドレアディス アン・ヘイドン   | 藤井基男 田中良子                             | トーマ・ライター ツェラー                           |
| 24 | 1957 | ストックホルム            | 荻村伊智朗 江口富士枝                                   | イヴァン・アンドレアディス アン・ヘイドン   | 角田啓輔 難波多慧子                           | ルードビク・ビナノフスキー ヘレン・エリオット       |
| 25 | 1959 | ドルトムント              | 荻村伊智朗 江口富士枝                                   | 村上輝夫 松崎キミ代                         | ゾルタン・ベルチック ギゼラ・ラントス         | 王伝燿 孫梅英                                       |
| 26 | 1961 | 北京                      | 荻村伊智朗 松崎キミ代                                   | 李富栄 韓玉珍                               | 星野展弥 関正子                               | 王伝燿 孫梅英                                       |
| 27 | 1963 | プラハ                    | 木村興治 伊藤和子                                       | 三木圭一 関正子                             | ヤノシュ・ファルハ エバ・フォルジ＝コチアン   | 荘則棟 邸鐘恵                                       |
| 28 | 1965 | リュブリャナ              | 木村興治 関正子                                         | 張變林 林慧卿                               | 小中健 深津尚子                               | 荘則棟 梁麗珍                                       |
| 29 | 1967 | ストックホルム            | 長谷川信彦 山中教子                                     | 木村興治 深津尚子                           | アナトリ・アメリン ソーヤ・ルドノワ           | ドリン・ジュルジュカ マリア・アレキサンドル         |
| 30 | 1969 | ミュンヘン                | 長谷川信彦 今野安子                                     | 河野満 広田佐枝子                           | 伊藤繁雄 小和田敏子                           | デニス・ニール メアリー・ライト                     |
| 31 | 1971 | 名古屋（愛知県体育館）    | 張變林 林慧卿                                           | ステパンチッチ マリア・アレキサンドル       | 西飯徳康 福野美恵子                           | エーベルハルト・シェーラー ダイアン・シェーラー     |
| 32 | 1973 | サラエヴォ                | 梁戈亮 李莉                                             | アナトリ・ストロバトフ アスタ・ゲドライテ   | ヨセフ・ドボラチェク グロフォア               | 余長春 鄭懐穎                                       |
| 33 | 1975 | カルカッタ                | スタニスラフ・ゴモスコフ タチアナ・フェルドマン         | サルキス・サルホヤン エルミラ・アントニアン | 伊藤繁雄 大関行江                             | 梁丈亮 張立                                         |
| 34 | 1977 | バーミンガム              | ジャック・セクレタン クロード・ベルジェレ               | 田阪登紀夫 横田幸子                         | 李相国 李基元                                 | 李振恃 閻桂麗                                       |
| 35 | 1979 | 平壌                      | 梁戈亮 葛新愛                                           | 李振恃 閻桂麗                               | ジャック・セクレタン クロード・ベルジェレ     | 王会元 張徳英                                       |
| 36 | 1981 | ノヴィ・サド              | 謝賽克 黄俊群                                           | 陳新華 童玲                                 | 黄亮 卜啓娟                                   | ドラグティン・シュルベク ブランカ・バチニッチ       |
| 37 | 1983 | 東京                      | 郭躍華 倪夏蓮                                           | 陳新華 童玲                                 | 謝賽克 黄俊群                                 | 蔡振華 曹燕華                                       |
| 38 | 1985 | イエテボリ                | 蔡振華 曹燕華                                           | パンスキー ハラコワ                         | 范長茂 焦志敏                                 | 陳新華 童玲                                         |
| 39 | 1987 | ニューデリー              | 恵釣 耿麗娟                                             | 江嘉良 焦志敏                               | 王浩 管建華                                   | 安宰亨 梁英子                                       |
| 40 | 1989 | ドルトムント              | 劉南奎 玄静和                                           | ゾラン・カリニッチ ゴルダナ・ペルクチン     | 陳志斌 胡小新                                 | 陳龍燦 陳子荷                                       |
| 41 | 1991 | 千葉（幕張メッセ）        | 王涛 劉偉                                               | 謝超杰 陳子荷                               | キム・ソンヒ リ・ブンヒ                       | カリニコス・クレアンガ オティリア・バデスク         |
| 42 | 1993 | イエテボリ                | 王涛 劉偉                                               | 劉南奎 玄静和                               | 馬文革 喬雲萍                                 | リ・スンイル ユ・スンボク                           |
| 43 | 1995 | 天津                      | 王涛 劉偉                                               | 孔令輝 鄧亞萍                               | エリック・リンド マリー・スベンソン           | 李哲承 柳智恵                                       |
| 44 | 1997 | マンチェスター            | 劉国梁 鄥娜                                             | 孔令輝 鄧亞萍                               | 王励勤 王楠                                   | 蔣澎龍 陳静                                         |
| 45 | 1999 | アイントホーフェン        | 馬琳 張瑩瑩                                             | 馮哲 孫晋                                   | 王励勤 王楠                                   | 秦志戟 楊影                                         |
| 46 | 2001 | 大阪 （大阪市中央体育館） | 秦志戟 楊影                                             | 呉尚垠 金武校                               | 詹健 白楊                                     | 劉国梁 孫晋                                         |
| 47 | 2003 | パリ                      | 馬琳 王楠                                               | 劉国正 白楊                                 | 王皓 李楠                                     | 秦志戟 牛剣峰                                       |
| 48 | 2005 | 上海                      | 王励勤 郭躍                                             | 劉国正 白楊                                 | 閻森 郭焱                                     | 邱貽可 曹臻                                         |
| 49 | 2007 | ザグレブ                  | 王励勤 郭躍                                             | 馬琳 王楠                                   | 邱貽可 曹臻                                   | 高礼澤 帖雅娜                                       |
| 50 | 2009 | 横浜                      | 李平 曹臻                                               | 張継科 木子                                 | 郝帥 常晨晨                                   | 張超 姚彦                                           |
| 51 | 2011 | ロッテルダム              | 張超 曹臻                                               | 郝帥 木子                                   | 岸川聖也 福原愛                               | チェン・ユック 姜華君                               |
| 52 | 2013 | パリ                      | キム・ヒョクボン キム・ジョン                           | 李尚洙 朴英淑                               | 王励勤 饒靜文                                 | チェン・ユック 姜華君                               |
| 53 | 2015 | 蘇州                      | 許昕 梁夏銀                                             | 吉村真晴 石川佳純                           | 黄鎮廷 杜凱琹                                 | キム・ヒョクボン キム・ジョン                       |
| 54 | 2017 | デュッセルドルフ          | 吉村真晴 石川佳純                                       | 陳建安 鄭怡静                               | 方博 ペトリッサ・ゾルヤ                       | 黄鎮廷 杜凱琹                                       |
| 55 | 2019 | ブダペスト                | 許昕 劉詩雯                                             | 吉村真晴 石川佳純                           | 樊振東 丁寧                                   | パトリック・フランチスカ ペトリッサ・ゾルヤ         |
| 56 | 2021 | ヒューストン              | 王楚欽 孫穎莎                                           | 張本智和 早田ひな                           | 林昀儒 鄭怡静                                 | 林高遠 チャン・リリー                               |
| 57 | 2023 | ダーバン                  | 王楚欽 孫穎莎                                           | 張本智和 早田ひな                           | 黄鎮廷 杜凱琹                                 | 林詩棟 蒯曼                                         |
| 58 | 2025 | ドーハ                    | 王楚欽 孫穎莎                                           | 吉村真晴 大藤沙月                           | 黄鎮廷 杜凱琹                                 | 林鐘勳 申裕斌                                       |

## 団体戦
| 回数 | 開催年 | 開催地                   | 男子優勝         | 男子2位                       | 男子3位                                         | 女子優勝         | 女子2位          | 女子3位                       |
| ---- | ------ | ------------------------ | ---------------- | ----------------------------- | ----------------------------------------------- | ---------------- | ---------------- | ----------------------------- |
| 1    | 1926   | ロンドン                 | ハンガリー       | オーストリア                  | イングランド インド                             | なし             | なし             | なし                          |
| 2    | 1928   | ストックホルム           | ハンガリー       | オーストリア                  | イングランド                                    | なし             | なし             | なし                          |
| 3    | 1929   | ブダペスト               | ハンガリー       | オーストリア                  | イングランド                                    | なし             | なし             | なし                          |
| 4    | 1930   | ベルリン                 | ハンガリー       | スウェーデン                  | チェコスロバキア                                | なし             | なし             | なし                          |
| 5    | 1931   | ブダペスト               | ハンガリー       | イングランド チェコスロバキア | なし                                            | なし             | なし             | なし                          |
| 6    | 1932   | プラハ                   | チェコスロバキア | ハンガリー                    | オーストリア                                    | なし             | なし             | なし                          |
| 7    | 1933   | バーデン・バイ・ウィーン | ハンガリー       | チェコスロバキア              | オーストリア イングランド                       | なし             | なし             | なし                          |
| 8    | 1934   | パリ                     | ハンガリー       | オーストリア チェコスロバキア | なし                                            | ドイツ           | ハンガリー       | チェコスロバキア              |
| 9    | 1935   | ウェンブリー             | ハンガリー       | チェコスロバキア              | ポーランド オーストリア                         | チェコスロバキア | ハンガリー       | ドイツ                        |
| 10   | 1936   | プラハ                   | オーストリア     | ルーマニア                    | ポーランド チェコスロバキア ハンガリー フランス | チェコスロバキア | ドイツ アメリカ  | なし                          |
| 11   | 1937   | バーデン・バイ・ウィーン | アメリカ         | ハンガリー                    | チェコスロバキア                                | アメリカ         | ドイツ           | チェコスロバキア              |
| 12   | 1938   | ウェンブリー             | ハンガリー       | オーストリア                  | アメリカ チェコスロバキア                       | チェコスロバキア | イングランド     | オーストリア                  |
| 13   | 1939   | カイロ                   | チェコスロバキア | ユーゴスラビア                | イングランド                                    | ドイツ           | チェコスロバキア | ルーマニア                    |
| 14   | 1947   | パリ                     | チェコスロバキア | アメリカ                      | オーストリア フランス                           | イングランド     | ハンガリー       | アメリカ チェコスロバキア     |
| 15   | 1948   | ウェンブリー             | チェコスロバキア | フランス                      | オーストリア アメリカ                           | イングランド     | フランス         | チェコスロバキア ルーマニア   |
| 16   | 1949   | ストックホルム           | ハンガリー       | チェコスロバキア              | イングランド アメリカ                           | アメリカ         | イングランド     | フランス ハンガリー           |
| 17   | 1950   | ブダペスト               | チェコスロバキア | ハンガリー                    | イングランド フランス                           | ルーマニア       | ハンガリー       | イングランド チェコスロバキア |
| 18   | 1951   | ウィーン                 | チェコスロバキア | ハンガリー                    | ユーゴスラビア                                  | ルーマニア       | オーストリア     | ウェールズ イングランド       |
| 19   | 1952   | ボンベイ                 | ハンガリー       | イングランド                  | 日本 香港                                       | 日本             | ルーマニア       | イングランド                  |
| 20   | 1953   | ブカレスト               | イングランド     | ハンガリー                    | チェコスロバキア フランス                       | ルーマニア       | イングランド     | オーストリア ハンガリー       |
| 21   | 1954   | ウェンブリー             | 日本             | チェコスロバキア              | イングランド                                    | 日本             | ハンガリー       | イングランド                  |
| 22   | 1955   | ユトレヒト               | 日本             | チェコスロバキア              | イングランド ハンガリー                         | ルーマニア       | 日本             | イングランド                  |
| 23   | 1956   | 東京                     | 日本             | チェコスロバキア              | ルーマニア 中国                                 | ルーマニア       | イングランド     | 日本                          |
| 24   | 1957   | ストックホルム           | 日本             | ハンガリー                    | チェコスロバキア 中国                           | 日本             | ルーマニア       | 中国                          |
| 25   | 1959   | ドルトムント             | 日本             | ハンガリー                    | 中国 ベトナム                                   | 日本             | 韓国             | 中国                          |
| 26   | 1961   | 北京                     | 中国             | 日本                          | ハンガリー イングランド                         | 日本             | 中国             | ルーマニア                    |
| 27   | 1963   | プラハ                   | 中国             | 日本                          | スウェーデン 西ドイツ                           | 日本             | ルーマニア       | ハンガリー 中国               |
| 28   | 1965   | リュブリャナ             | 中国             | 日本                          | 北朝鮮                                          | 中国             | 日本             | イングランド                  |
| 29   | 1967   | ストックホルム           | 日本             | 北朝鮮                        | スウェーデン                                    | 日本             | ソ連             | ハンガリー                    |
| 30   | 1969   | ミュンヘン               | 日本             | 西ドイツ                      | ユーゴスラビア                                  | ソ連             | ルーマニア       | 日本                          |
| 31   | 1971   | 名古屋（愛知県体育館）   | 中国             | 日本                          | ユーゴスラビア                                  | 日本             | 中国             | 韓国                          |
| 32   | 1973   | サラエヴォ               | スウェーデン     | 中国                          | 日本                                            | 韓国             | 中国             | 日本                          |
| 33   | 1975   | カルカッタ               | 中国             | ユーゴスラビア                | スウェーデン                                    | 中国             | 韓国             | 日本                          |
| 34   | 1977   | バーミンガム             | 中国             | 日本                          | スウェーデン                                    | 中国             | 韓国             | 北朝鮮                        |
| 35   | 1979   | 平壌                     | ハンガリー       | 中国                          | 日本                                            | 中国             | 北朝鮮           | 日本                          |
| 36   | 1981   | ノヴィ・サド             | 中国             | ハンガリー                    | 日本                                            | 中国             | 韓国             | 北朝鮮                        |
| 37   | 1983   | 東京                     | 中国             | スウェーデン                  | ハンガリー                                      | 中国             | 日本             | 北朝鮮                        |
| 38   | 1985   | イエテボリ               | 中国             | スウェーデン                  | ポーランド                                      | 中国             | 北朝鮮           | 韓国                          |
| 39   | 1987   | ニューデリー             | 中国             | スウェーデン                  | 北朝鮮                                          | 中国             | 韓国             | ハンガリー                    |
| 40   | 1989   | ドルトムント             | スウェーデン     | 中国                          | 北朝鮮                                          | 中国             | 韓国             | 香港                          |
| 41   | 1991   | 千葉（幕張メッセ）       | スウェーデン     | ユーゴスラビア                | チェコスロバキア                                | コリア           | 中国             | フランス                      |
| 42   | 1993   | イエテボリ               | スウェーデン     | 中国                          | ドイツ                                          | 中国             | 北朝鮮           | 韓国                          |
| 43   | 1995   | 天津                     | 中国             | スウェーデン                  | 韓国                                            | 中国             | 韓国             | 香港                          |
| 44   | 1997   | マンチェスター           | 中国             | フランス                      | 韓国                                            | 中国             | 北朝鮮           | ドイツ                        |
| 45   | 2000   | クアラルンプール         | スウェーデン     | 中国                          | 日本 イタリア                                   | 中国             | 台湾             | 韓国 ルーマニア               |
| 46   | 2001   | 大阪（大阪市中央体育館） | 中国             | ベルギー                      | スウェーデン 韓国                               | 中国             | 北朝鮮           | 日本 韓国                     |
| 47   | 2004   | ドーハ                   | 中国             | ドイツ                        | 韓国                                            | 中国             | 香港             | 日本                          |
| 48   | 2006   | ブレーメン               | 中国             | 韓国                          | ドイツ 香港                                     | 中国             | 香港             | ベラルーシ 日本               |
| 49   | 2008   | 広州                     | 中国             | 韓国                          | 日本 香港                                       | 中国             | シンガポール     | 日本 香港                     |
| 50   | 2010   | モスクワ                 | 中国             | ドイツ                        | 日本 韓国                                       | シンガポール     | 中国             | 日本 ドイツ                   |
| 51   | 2012   | ドルトムント             | 中国             | ドイツ                        | 日本 韓国                                       | 中国             | シンガポール     | 韓国 香港                     |
| 52   | 2014   | 東京（代々木競技場）     | 中国             | ドイツ                        | 日本 台湾                                       | 中国             | 日本             | 香港 シンガポール             |
| 53   | 2016   | クアラルンプール         | 中国             | 日本                          | 韓国 イングランド                               | 中国             | 日本             | 台湾 北朝鮮                   |
| 54   | 2018   | ハルムスタッド           | 中国             | ドイツ                        | スウェーデン 韓国                               | 中国             | 日本             | 香港 コリア                   |
| 55   | 2020   | 釜山                     | 開催中止         | 開催中止                      | 開催中止                                        | 開催中止         | 開催中止         | 開催中止                      |
| 56   | 2022   | 成都                     | 中国             | ドイツ                        | 日本 韓国                                       | 中国             | 日本             | 台湾 ドイツ                   |
| 57   | 2024   | 釜山                     | 中国             | フランス                      | 韓国 台湾                                       | 中国             | 日本             | 香港 フランス                 |
| 58   | 2026   | ロンドン                 |                  |                               |                                                 |                  |                  |                               |

## 日本における放送
テレビ放送について、地上波では2005年からテレビ東京系で、衛星放送では2009年からBSジャパン（後にBSテレビ東京）で放送している。いずれも日本選手の試合を生中継、録画またはハイライトで放送する。土・日曜日は地上波のスポーツニュース番組の時差放送や、BSテレ東の卓球ジャパン!の中で放送することもある。
テレビ東京以外では、J SPORTSでも中継（2014年大会は大会終了後に放送）。2001年の大阪大会ではNHKで深夜に録画放送された。
2009年大会をBSジャパンでも放送した際は、テレビ東京系列と同時ネットにより系列局エリア外の府県も視聴できた。ただし、番組連動データ放送は地上波のみの対応だった）。2011、2014年大会はハイライトのみの放送。2016年は男子の試合を中心に放送した。2017年大会は同時期に開催された全仏オープンテニスの日本選手と試合時間が重なり生中継できない場合は録画やハイライトにより対応した。2018年以降、男子団体や一部の個人戦は録画またはBSテレビ東京にて放送することが多い。
YouTube内に開設した「テレビ東京卓球チャンネル」でも地上波放送の時間外に行われる試合を実況付きで配信する場合がある（2012年大会から）。2017年大会ではテレビ放送と同時にテレビ東京ホームページ上でも配信された。2018年はParaviで日本戦全試合と決勝をライブ配信を有料で行った。2022年大会以降は、TVerで日本戦全試合を配信している。
地上波・BSについては、原則として日本代表戦の注目選手・団体戦の試合を中心に生中継もしくは録画で放送している。また、対戦相手の選手などの欠場などで試合が不戦勝になった場合は、日本代表の練習シーンの様子などを流すなどの措置を取っている。一方で、『全仏オープンテニス』などと同様で延長オプションは設けず、試合終了まで完全中継しているため、後続番組の時間繰り下げ・休止（翌週に延期）が番組編成に弊害が生じている。なお、独立UHF局=テレビ東京の番組を購入しているテレビ局も対応が分かれている。更に、日本代表の選手・団体が決勝進出や注目試合の場合は急遽同番組に差し替えられるケースが発生している。このためか、何度か視聴者から同中継延長による時間繰り下げなどに対して苦情等を寄せるケースが起きている。その一方で、地上波『テレビ東京』内での年間最高視聴率も1位を獲得している。